# 孟山都
孟山都（英語：Monsanto Company）是德國製藥及化工跨國集團拜耳旗下农业生物技术部門，設立於美國密蘇里州聖路易斯縣的克雷夫科尔市。
此公司由約翰·弗朗西斯·奎尼（John Francis Queeny）於1901年成立，在1940年代主要生產塑膠，包括聚苯乙烯和合成纖維。孟山都作為一家成果顯著的化學公司，除了在不對稱氰化反應相關研究有突破成果外，也是第一家大規模生產發光二極管的公司。這家公司在以前也製造了有爭議性的商品，譬如殺蟲劑DDT、落葉劑橙劑、以及注射進牛隻體內的基因改造的牛科生長激素。
孟山都同時也是農業應用生物技術的產業化經營模式的先驅，20世紀70年代末，在美國加州就使用由基因泰克（Genentech）公司和其他生物技術藥物公司開發的技術。在這種商業模式中，公司投入大量資金在研究和研發，和透過農民的使用，收取生物專利的執行費用。孟山都公司在八零年代全面走入生物技術領域，在接連率領三個學術團隊之下，1983年公佈，完成首批植物基因修改。同時也是在1987年第一個在田間試驗中，第一個把轉基因改造作物種植在田間的公司。一直到1997~2002年期間脫離化學工業產業前，此公司仍然是在美國的十大化工企業之一，而透過企業併購和分拆的過程，成為現在的生物技術公司。其生产的旗舰产品Roundup是全球知名的除草剂，亦是有關產品在全球的最高佔有者。该公司目前也是基因改造种子的领先生产商，占据了多种农作物种子70%–100%的市场份额，而在美國本土，更佔有整個市場的90%。
孟山都的這種生物科技的經營模式，並將此模式運用到農業上，隨著這樣的運動擴充並創新到全球，有別於過去傳統農業，而徹底打破了過往農業長久的格局，漸漸地被科技農業取代，而很早就轉型成為科技霸權也意味著許多新的爭議，1980年代因農民重新採用並發展植物變種而與公司發生衝突。其種子專利模式也被認為是一種生物剽竊以及對生物多樣性的威脅。

## 历史

### 早期历史

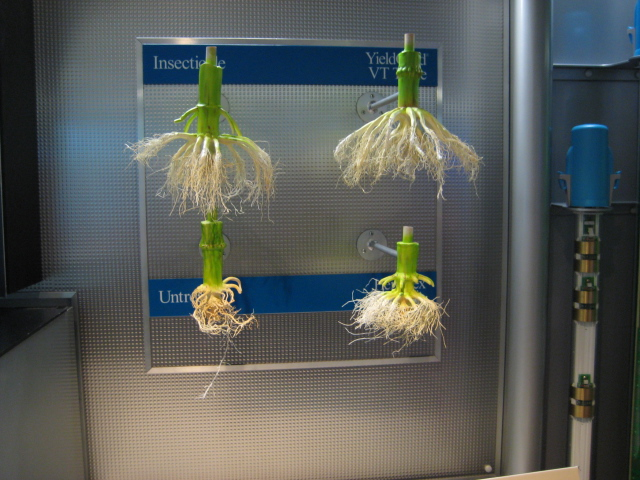
伊利諾大學的孟山都農技展示

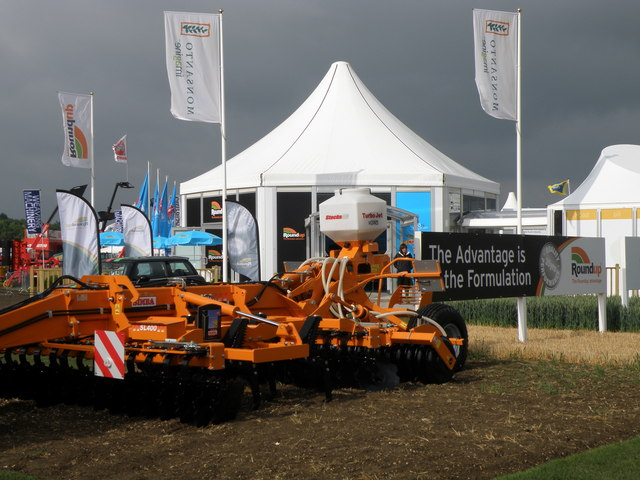
2009年孟山都農業展

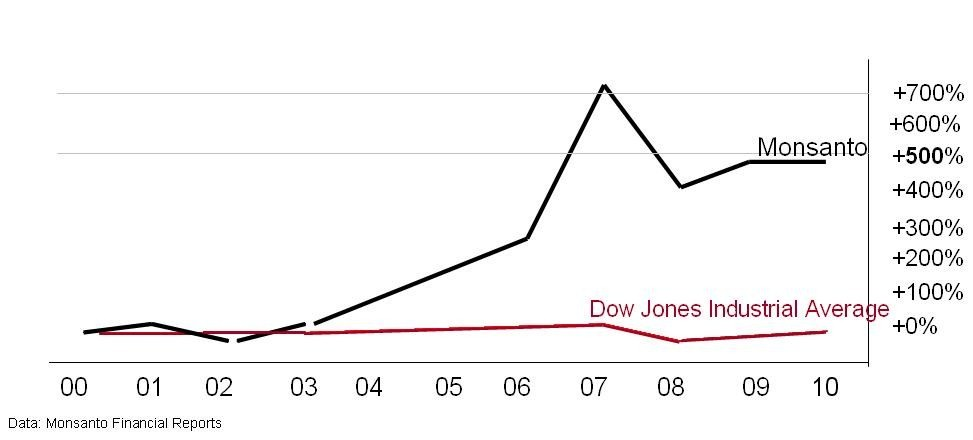
2000-2010股價

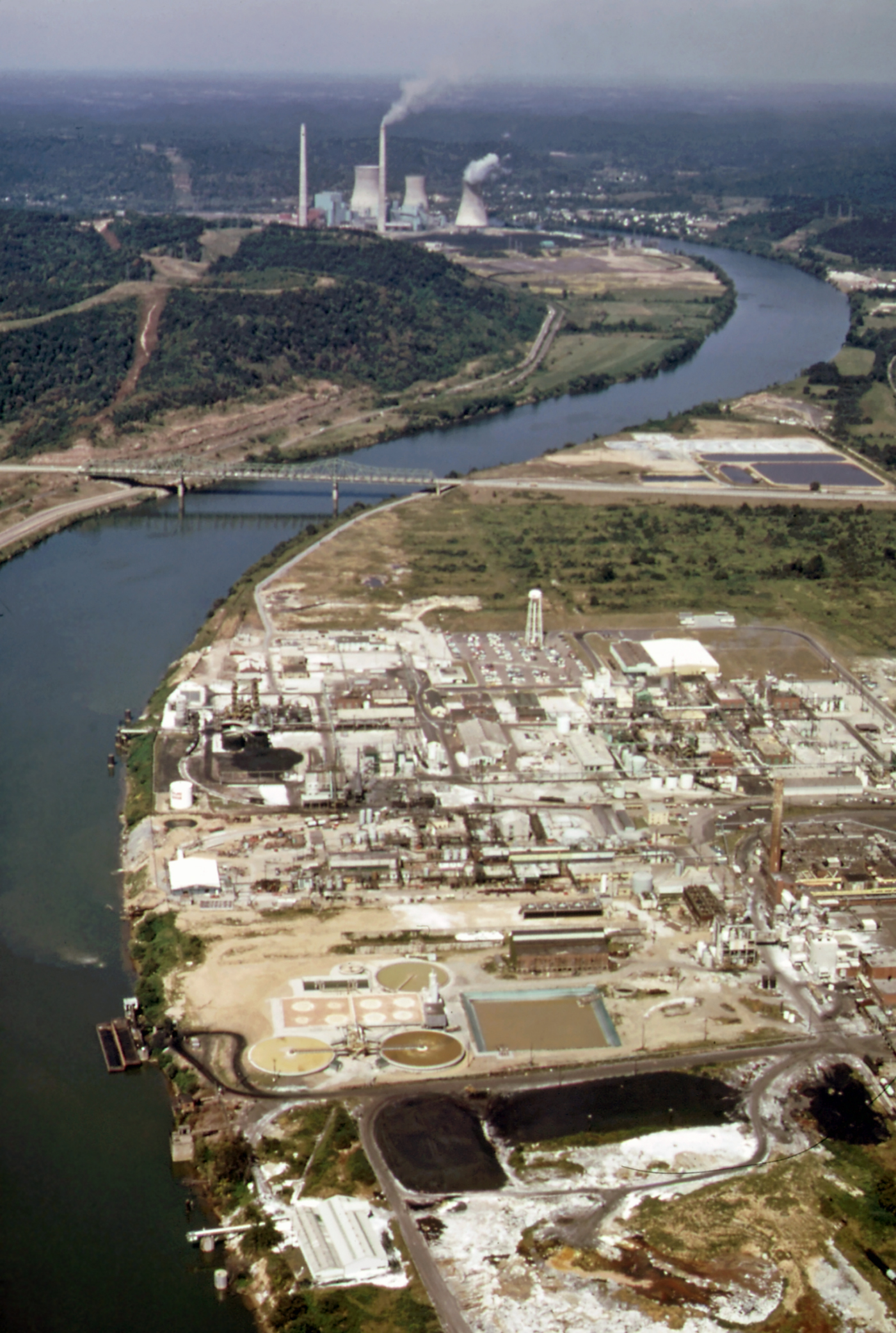
孟山都維吉尼亞州化工廠

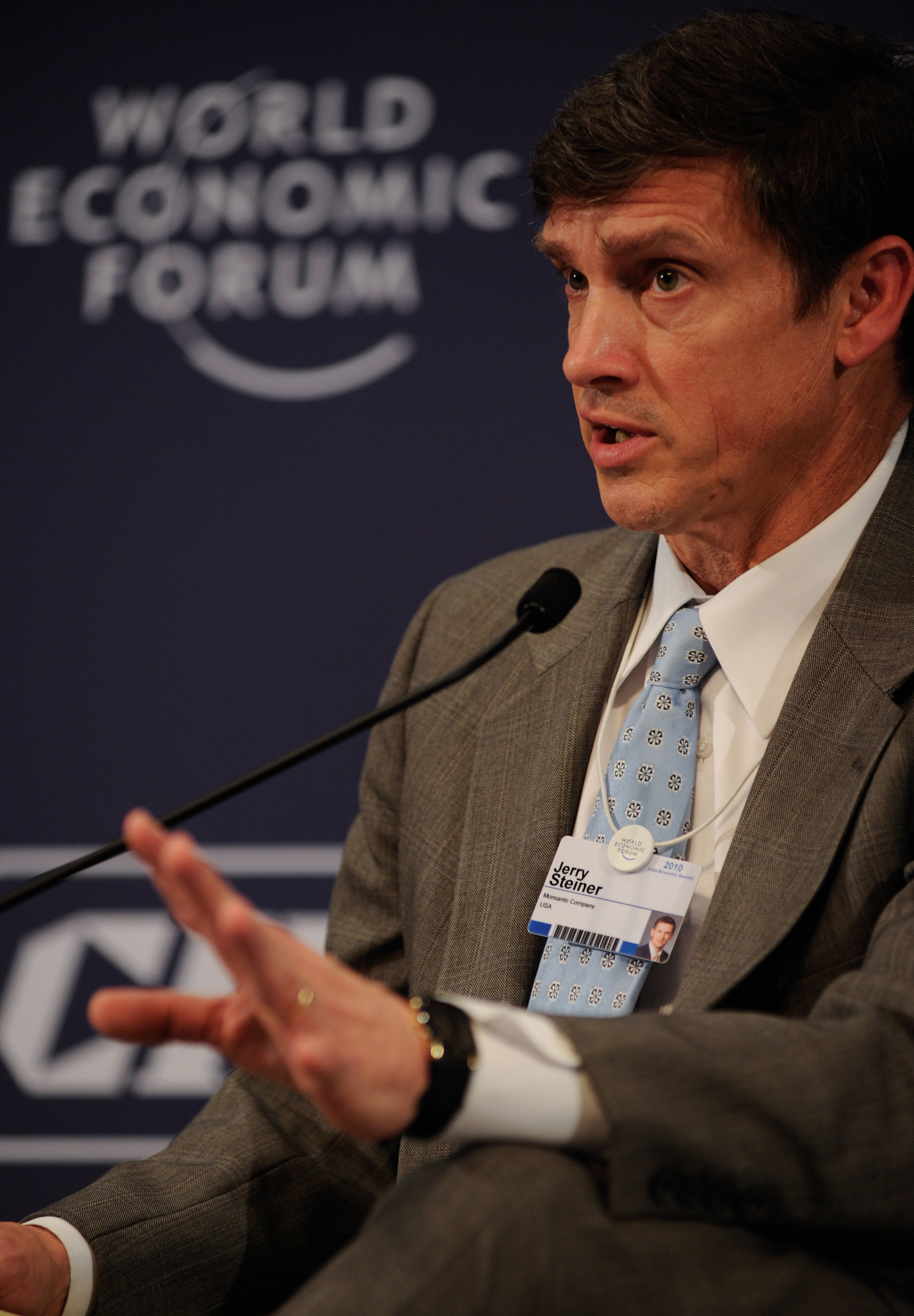
副總裁Jerry Steiner

1901年，一位有着30年医药产业经验的老手约翰·奎恩伊在美國密蘇里州聖路易斯市创立了孟山都公司。公司得名于其妻的娘家姓氏。公司起步资金来源于约翰·奎恩伊自身的家产以及一位软饮料经销商的投资。奎恩伊的岳丈以馬內利·孟山都（Emmanuel Mendes de Monsanto）当时是丹麥屬西印度群島聖托馬斯島制糖业的投资者，在波多黎各颇为活跃。受其影响，孟山都公司的第一項產品即为人造食物添加剂，如糖精，香草醛和咖啡因。
1919年，孟山都的業務擴展到歐洲，與位於英国威爾士鲁阿本地区的一家化工廠（Graesser's Chemical Works）合作，生產人造香草醛，水楊酸和阿士匹靈等化学品供应欧洲市场，後來還生產用來處理橡膠的化合物。這家孟山都昔日在歐洲的橋頭堡后来一直顽强存在了许多年，直至2010年才彻底结束运营并关闭。1920年代起，孟山都的开始生产基础化工产品，如硫酸和多氯联苯（PCBs）。1928年，公司创始人约翰·奎恩伊退休，由其子埃德加·孟山都·奎恩伊（Edgar Monsanto Queeny）接任董事长。
1926年，孟山都公司在密西西比河对岸的东圣路易斯市（East St. Louis）附近设厂并兴建了生活区以供员工生活居住。新城被命名为“孟山都镇”。伊利诺伊州政府因此给予孟山都公司税收和政策上诸多优惠政策以刺激其发展。该镇后来从孟山都系统中剥离并改名为绍格特，成为大圣路易斯都会圈的一部分。
1936年，孟山都公司收购位于俄亥俄州代顿的“托马斯和霍奇瓦尔特实验室”（Thomas & Hochwalt Laboratories），并以此为基础成立了公司的研发部（R&D）。当时两位著名的化学家查尔斯·艾伦·托马斯（Charles Allen Thomas）和卡罗尔·A·霍奇瓦特（Carroll A. Hochwalt）亦随同加盟孟山都。托马斯随后一直在孟山都工作，官至公司总裁（1951-1960）和董事会主席（1960-1965），并于1970年退休。第二次世界大战中期，美国陆军准将莱斯利·理查德·格罗夫斯（曼哈顿计划的负责人）曾于1944年密召托马斯至华盛顿特区，欲任命其为洛斯阿拉莫斯国家实验室主任（和罗伯特·奥本海默共同担任），但托马斯不愿放弃自己在孟山都的事业。最终在各方妥协下，托马斯加入美国国防部科研委员会，并利用孟山都的研究设施和资源承担曼哈顿计划的一些研究工作。当时孟山都的研发部设在俄亥俄州的代顿和迈阿密斯堡，因此托马斯领导的计划亦被称为代顿计划和芒德实验室计划。

### 战后历史
1946年，孟山都研制了一种全效洗衣粉并上市发售，后于1957年将整条生产线售于利华兄弟公司（Lever Brothers）。1947年，在德克萨斯城灾难中，一家分厂被完全摧毁。1949年，孟山都从英国考陶尔德家族（Courtauld family）手中收购了“美国黏胶纤维公司”（American Viscose）从而进军材料工业。1954年，孟山都和德国化工巨头拜耳合作成立“莫贝化学公司”（Mobay Chemical Corporation）生产聚氨酯。
1944年，孟山都开始生产滴滴涕。DDT在防治蚊子，制止疟疾流行以及控制农业害虫上效果显著。但由于其高残留，1972年美国立法禁用DDT后生产宣告停止。在1970年代停产的还有多氯联苯，于1977年因为环境问题和联邦政府禁令宣布停产。

### 1960年代至1970年代
1960年代中期起，孟山都公司以化学工业为依托，涉足医药业，并在基础化工，材料工业，农业化学品工业上均有建树。医药方面，1960年代中期，孟山都研发部科学家威廉·斯坦迪什·诺尔斯（诺尔斯亦是随托马斯加盟孟山都的科学家之一）发明手性催化氧化还原反应，该反应能提高合成生物活性对映异构体的效率，并能运用于工业生产。L-多巴（L-DOPA）成为以此原理投产上市的第一个药品，用于帕金森氏症的治疗，诺尔斯也因此于2001年和日本化学家野依良治共享诺贝尔化学奖。此外整个1960至70年代，孟山都为美国武装力量生产维生素片剂。
同样在60年代中期，孟山都研发部化学家发明孟山都循环法（Monsanto Process）以生产草酸。至20世纪末，孟山都循环法为草酸生产中最为广泛使用的方法。在材料工业方面，1964年孟山都研制并投产了AstroTurf（一种塑料制造的人造草坪）。
在农业化学品方面，孟山都从1960年代起开始生产橙剂。橙剂含有剧毒成分“戴奧辛”，美国军方在越南战争中大量使用造成生态环境破坏，参战人员和无辜平民的后遗症，使得孟山都长时间饱受公众责难。
- 1970年，化學科學家John E. Franz發明了除草劑草甘膦 ，孟山都公司將此產品商品化並上市。

### 1980年代後
- 1994年，發明[重組牛生長激素]（牛生長激素），商品名Posilac。後來在[禮來公司]銷售。

### 分拆及合併
經過一系列的交易後，1901年至2000年所存在的孟山都，和現在的孟山都，在法律上其實是兩家不同的公司。雖然兩者有着相同的名稱和公司總部，也有着許多相同的高管和其他員工，並且同樣需要負責因爲工業化學品業務活動而引起的法律責任，但是，1997年以前的孟山都公司的多項業務中，僅有有農用化學品業務一項由現在的孟山都公司所繼承。這些轉變是從在20世紀80年代開始的：
- 1985年：孟山都用現金2.7億美元購買G.D.希尔勒公司（G. D. Searle & Company）[20][21]在這次合併中，Searle的阿斯巴甜業務成為孟山都成為一個獨立的子公司，稱為阿斯巴甜公司（NutraSweet Company）。阿斯巴甜的總裁Robert B. Shapiro在1995到2000成為孟山都的執行長。
- 1996年：收購Agracetus公司，以及發明風味番茄（Flavr Savr）的Calgene公司大部分的股權和迪卡爾布遺傳學公司（DeKalb Genetics Corporation）40%的股權。
- 1998年，收購嘉吉公司的種子部門。並完全收購迪卡爾布遺傳學公司。[22][23]
- 1997年：孟山都為了將之前因為生產PCBs，而對伊利诺伊州和阿拉巴馬州的土地造成汙染。於是孟山都將化學工業品和纖維分裂製品部門分拆出來，成立首諾公司（Solutia Inc），[24]以將所應負的賠償責任轉移到這間公司。
1月，孟山都以9.25億美元，併購Holden's Foundations Seeds，一家種子商。這次併購使孟山都成為全美最大的玉米種源供應商[25]。
4月，孟山都完全併購Calgene公司。
- 1999年：孟山都拋售紐特以及其他兩家公司。在12月，孟山都合併了Pharmacia & Upjohn，而這個農業區被分拆成新Pharmacia公司的附屬公司；而孟山都的醫學研究部門，包括如塞来昔布的副產品被製成Pharmacia。[26]
- 2000年10月：Pharmacia公司分拆後，孟山都的子公司合併成一個新公司, "新孟山都" [27]作為交易的一部分，孟山都同意賠償Pharmacia控告訴訟Solutia所產生的任何法律責任。其結果是，新孟山都仍然涉及孟山都業務中的眾多訴訟。（Pharmacia后在2002年被辉瑞制药声明收购，这项收购进程于次年完成）.[28][29]）
- 2005年：孟山都收購了緊急遺傳學和NexGen棉花品牌。Emergent是美國第三大種子棉花公司U.S.,佔美國棉花市場的12%。孟山都的目標是獲得優勢棉花品種及性狀平台，戰略性的佔領棉花種植資源和銷售平台。[30]蔬菜種子製造商Seminis（英语：Seminis）售價用$1.4億購買.[31]
- 2007年：七月，孟山都用$1.5億美元完成收購Delta和Pine Land公司，此兩家公司為主要的棉花種子轉殖。[32]为了使美国司法部同意该收购意向,孟山都剝離Stoneville cotton業務，並出售給拜耳，並分拆NexGen棉花公司。[33]孟山都在11月也退出了由孟山都選擇遺傳學的生豬養殖業務Newsham Genetics LC ,在11月脫離了任何跟豬有關的專利，和所有其他知識產權.[34]
- 2008:孟山都以546百萬歐元購買荷蘭種子公司的迪瑞特種子公司[35]，且在当年八月份以有附加条件的形式将POSILAC牛科生長激素极其相关业务以三亿美元的价格销售给礼来公司的附属机构： Elanco Animal Health.[36]
- 2012: 孟山都以2.1亿美元收购精密播种公司，该公司生产通过精密计算提升农民生产力的软硬件。[37]
- 2013: 孟山都斥资9.3亿美元收购了总部位于旧金山的 Climate Corp（英语：The Climate Corporation） [38]，该公司为农民提供精准的天气预报服务以及错误预报产生的影响赔偿。[39]
- 2016年5月23日，德國拜耳發表聲明，將以每股作價122美元，斥資620億美元現金收購孟山都(Monsanto)，交易完成後，將成為全球最大的種子和農用化學品廠商。
- 2016年6月19日，孟山都否決了拜耳(Bayer)提高至每股125美元，斥資650億美元現金收購報價
- 2016年9月6日，拜耳提高對孟山都的收購價，每股現金作價由之前的125美元，上調至每股127.5美元，斥資650億美元現金收購孟山都。9月14日，孟山都同意接受拜耳以每股128美元，以660億美元現金收購,收購完成後拜耳將會成為全球最大種子及殺蟲劑生產商。
- 2018年6月7日，按照相关计划，拜耳完成对孟山都的收购，成为孟山都的唯一股东。新公司延用拜耳为公司名，孟山都成为拜耳资产中的一个组成部分，作为拜耳旗下的品牌名称，在完成拜耳對巴斯夫的拜耳作物科學公司業務出售案前，孟山都暫時維持獨立運作。[40]

## 產品及相關問題

### 過往產品

#### 重組牛生長激素（rBGH）
孟山都曾經研發和售賣重組牛生長激素（Bovine somatotropin, rBST或rBGH），這種激素注射在乳牛身上可增加11~16%的泌乳量。2008年10月，孟山都把這項業務以3億美元及其他附加報酬出售給禮來公司（Eli Lilly）。
rBST對被注射的牛隻的影響，以及對這些牛隻生產的牛奶造成的的影響，使其在使用上一直備受爭議。在某些市場，有些乳品甚至標榜無添加rBST，而受到消費者的歡迎。為了解決這種狀況，2008年年初，一群支持rBST的人組成了「美國科技提升暨保護農民協會」（American Farmers for the Advancement and Conservation of Technology，簡稱AFACT）。他們為孟山都的乳品辯護，並且遊說政府禁止標示「無添加rBST」這類的標籤。AFACT表示這樣的標籤會誤導消費者使用rBST的乳牛，產出的乳品品質較低，這個團體已經在2011年解散，但他們的網頁依然存在。

## 法律訴訟及爭議

### 專利

#### 申請
在2003年，孟山都提交了專利申請，聲稱擁有豬隻育種技術的相關專利。綠色和平反駁道，孟山都企圖把普通的育種技術據為己有，在德國也有群眾為反對此項專利申請而發起多次示威抗議。
英国的一篇新闻报导中称：“孟山都正在试图保护其在基因改造领域的相关专利，代表性技术包括通过特定的机器设备对种猪进行人工授精以降低精子的用量”。在欧洲，欧洲专利局不接受通过天然渠道进行繁育的专利申请，不过在2008年曾有1项这样的专利先获批而后被取消。2007年，孟山都将其基因选择分公司（孟山都的这一分公司掌握着相关专利）出售给了位于美国爱荷华州西得梅因市的Newsham基因公司。这项交易完成于2007年11月，此后孟山都就不再经营猪的人工繁育项目。

#### 中國
中國經濟學者郎咸平批評孟山都控制了中國的大豆市場，並且試圖同樣控制中國的玉米、棉花甚至稻米。孟山都賄賂了大量的農業部官員讓它可以進口有害的基因改造食品及種子。

### 「反孟山都遊行」抗議
2013年5月25日，爆發了全球的示威遊行，反對孟山都及其轉基因生物。據主辦方介紹，52個國家和436個城市都有舉行集會和遊行。估計的參加人數從20萬人至200萬人不等。

## 亞洲地區

### 在中国大陆的状况
1923年，孟山都依賴主要产品糖精进入中国的市场，随后香兰素、香豆素和阿斯匹林等产品也纷纷进入。五十年代初，孟山都公司退出中國市場。八十年代重新布局，先后在上海、广州和北京设立了代表处，还不断致力于在中国成立合资企业，以換取進入中國市場的權利。目前，孟山都与包括国家科技部、卫生部和农业部在内的许多国家机构都建立合作模式。

### 在台湾的状况
孟山都在台湾長期銷售年年春農藥給台灣農民。

### 在香港的狀況
50年代，孟山都在港英设立销售公司，於遠東地區設立第一個市场和销售辦公室。香港浸會大學校長陳新滋曾於孟山都工作多年，位至高級化學研究師。

#### 電影
- 美味代價
- 解構企業（The Corporation）（英语：The Corporation (film)）
- 糧食的未來（The Future of Food）
- 孟山都眼中的世界
- 苦澀的種子（Bitter Seeds）

## 延伸閱讀
- Forrestal, Dan J. (1977). Faith, Hope & $5000: The Story of Monsanto, Simon & Schuster, ISBN 0-671-22784-X.
- Pechlaner, Gabriela, Corporate Crops: Biotechnology, Agriculture, and the Struggle for Control, University of Texas Press, 2012, ISBN 0292739451
- Robin, Marie-Monique, The World According to Monsanto: Pollution, Corruption, and the Control of the World's Food Supply, New Press, 2009, ISBN 1595584269
- Spears, Ellen Griffith, Baptized in PCBs: Race, Pollution, and Justice in an All-American Town, The University of North Carolina Press, 2014, ISBN 1469611716
- Shiva, Vandana, Stolen Harvest: The Hijacking of the Global Food Supply, South End Press, 2000, ISBN 0896086070.

## 外部連結
- 官方网站（英文）
- 孟山都中國（页面存档备份，存于）（中文）
- 拜耳大中華區（页面存档备份，存于）（中文）
- 拜耳台灣（页面存档备份，存于）（繁體中文）
- 孟山都的基因改造世界 （页面存档备份，存于），法國紀錄片導演Marie-Monique Robin